# Innenwelt
Innenwelt (Eigenschreibweise: innenwelt) war ein österreichisches Magazin zum Thema psychische Gesundheit mit Sitz in Wien. Es wurde im Oktober 2015 eingestellt.

## Geschichte
Die erste Ausgabe der innenwelt erschien im Jahr 2004. Das Magazin war kostenlos in Arztpraxen, Krankenhäusern und Unternehmen erhältlich. Die innenwelt erschien viermal jährlich.
Seit 2012 war die innenwelt eine gemeinnützige Gesellschaft, die sich der Unterstützung von Menschen mit seelischen Erkrankungen widmet.

## Inhalt
Der Fokus des Magazins innenwelt liegt im Bereich der psychischen Erkrankungen. Experten aus dem Bereich der Psychiatrie, der Psychologie und der Psychotherapie kommen in der innenwelt zu Wort. Ziel des Magazins ist die Informationsbereitstellung und das Vorantreiben der Entstigmatisierung von psychischen Erkrankungen. Außerdem werden Interviews mit Betroffenen und Angehörigen veröffentlicht.
Die Auflage der innenwelt lag bei 40.000 Stück.